# 莲花镇 (九江市)
莲花镇，是中华人民共和国江西省九江市濂溪区下辖的一个乡镇级行政单位。

## 行政区划
莲花镇下辖以下地区：
莲花集镇社区、华声厂社区、江氧厂社区、妙智社区、庐山水泵厂社区、五七二七厂社区、泵宏社区、华丰社区、华声社区、莲花村、潘湾村、谭畈村、东城村、新桥村、龙门村和太平村。